# Ананьинский могильник
Ана́ньинский моги́льник (тат. Ананьино каберлеге) — первый исследованный памятник ананьинской культуры, памятник федерального значения. Датируется VIII/VII—IV вв. до н. э; само открытие Ананьинского могильника послужило появлению термина «ананьинская культура».
Могильник открыт в 1858 году купцом Иваном Васильевичем Шишкиным — отцом художника Ивана Ивановича Шишкина, и впоследствии раскапывался   Петром Владимировичем Алабиным.
Расположен на левом берегу реки Тойма (правый приток Камы) в 3 км к востоку от села Ананьино (Елабужский район, Татарстан).
На месте могильника располагались поселения эпох неолита и позднего бронзового века, а также могильник конца бронзового века (маклашеевская культура). С постмаклашеевской культурой раннего железного века (IX/VIII—VII/VI вв. до н. э.) связаны вещи предскифского и раннескифского облика. Большая часть погребений относится к ананьинской культуре шнуровой керамики (VII/VI—IV вв. до н. э.).
Для могильника характерны каменные ящики и деревянные гробницы, большое число кремаций, кельты с шестигранной втулкой и чеканы, привозные вещи в скифо-сибирском зверином стиле, сосуды со сложношнуровыми узорами.
Встречаются захоронения черепов. Антропологический тип погребённых — своеобразные «низколицые» монголоиды с европеоидной примесью.